# علی شهسواری
علی شهسواری (زادهٔ ۵ دی ۱۳۷۶) بازیکن فوتبال اهل ایران است که در پست مدافع برای آرمان گهر در لیگ آزادگان بازی می‌کند.